# Liste der Naturdenkmale in Meckenbeuren
| Naturdenkmale | Anzahl |
| ------------- | ------ |
| FND           | 2      |
| END           | 6      |
| Gesamt        | 8      |

Die Liste der Naturdenkmale in Meckenbeuren nennt die verordneten Naturdenkmale (ND) der im baden-württembergischen Bodenseekreis liegenden Gemeinde Meckenbeuren. In Meckenbeuren gibt es insgesamt 8 als Naturdenkmal geschützte Objekte, davon 2 flächenhafte Naturdenkmale (FND) und 6 Einzelgebilde-Naturdenkmale (END).
Stand: 1. November 2016.

## Flächenhafte Naturdenkmale (FND)
| Name                     | Bild | Kennung     | Einzelheiten | Position | Fläche Hektar | Datum         |
| ------------------------ | ---- | ----------- | ------------ | -------- | ------------- | ------------- |
| Unterer Forchenschachen  | BW   | 84350350002 | Meckenbeuren | ⊙        | 4,2           | 10. März 1994 |
| Wolfbühl                 | BW   | 84350350001 | Meckenbeuren | ⊙        | 2,1           | 10. März 1994 |
| Legende für Naturdenkmal |      |             |              |          |               |               |

## Einzelgebilde (END)
| Name                     | Bild | Kennung     | Einzelheiten | Position | Fläche Hektar | Datum         |
| ------------------------ | ---- | ----------- | ------------ | -------- | ------------- | ------------- |
| 1 gemeine Esche          | BW   | 84350350007 | Meckenbeuren | ⊙        | 0,0           | 22. Dez. 1994 |
| 1 Stieleiche             | BW   | 84350350003 | Meckenbeuren | ⊙        | 0,0           | 22. Dez. 1994 |
| 1 Stieleiche             | BW   | 84350350004 | Meckenbeuren | ⊙        | 0,0           | 22. Dez. 1994 |
| 1 Walnuss                | BW   | 84350350008 | Meckenbeuren | ⊙        | 0,0           | 22. Dez. 1994 |
| 2 gemeine Rosskastanien  | BW   | 84350350006 | Meckenbeuren | ⊙        | 0,0           | 22. Dez. 1994 |
| 2 Stieleichen            | BW   | 84350350005 | Meckenbeuren | ⊙        | 0,0           | 22. Dez. 1994 |
| Legende für Naturdenkmal |      |             |              |          |               |               |